# Голленберг (Канзас)
Голленберг (англ. Hollenberg) — місто (англ. city) в США, в окрузі Вашингтон штату Канзас. Населення — 10 осіб (2020).

## Географія
Голленберг розташований за координатами 39°58′51″ пн. ш. 96°59′31″ зх. д. / 39.98083° пн. ш. 96.99194° зх. д. (39.980919, -96.991860).  За даними Бюро перепису населення США в 2010 році місто мало площу 0,21 км², уся площа — суходіл. В 2017 році площа становила 0,19 км², уся площа — суходіл.

## Демографія
Згідно з переписом 2010 року, у місті мешкала 21 особа в 12 домогосподарствах у складі 4 родин. Густота населення становила 99 осіб/км².  Було 23 помешкання (108/км²).
Расовий склад населення:
| - 90,5 % — білих - 4,8 % — осіб інших рас |

До двох чи більше рас належало 4,8 %. Частка іспаномовних становила 4,8 % від усіх жителів.
За віковим діапазоном населення розподілялося таким чином: 9,5 % — особи молодші 18 років, 81,0 % — особи у віці 18—64 років, 9,5 % — особи у віці 65 років та старші. Медіана віку мешканця становила 55,3 року. На 100 осіб жіночої статі у місті припадало 110,0 чоловіків;  на 100 жінок у віці від 18 років та старших — 137,5 чоловіків також старших 18 років.
Цивільне працевлаштоване населення становило 13 особи. Основні галузі зайнятості: будівництво — 30,8 %, виробництво — 23,1 %, освіта, охорона здоров'я та соціальна допомога — 23,1 %.